# TuS Walle Bremen
Turn- und Sportverein Walle Bremen von 1891 e. V eller kort Tus Walle Bremen var en tysk idrottsförening från stadsdelen Walle i Bremen. Klubben är mest känd för sin handbollsavdelning, vars damlag var ett av de mest framgångsrika tyska lagen i Bundesliga på 1990-talet.

## Historia
I december 2007 var klubben tvungen att ansöka om konkurs vid distriktsdomstolen i Bremen. Klubben hade skulder på över 720 000 euro och var betalningsoförmögen. Den 29 februari 2008 förklarade ansvarig konkursförvaltare att det inte fanns någon räddning för föreningen och att den skulle gå i konkurs och upplösas. Grannklubben TV Bremen 1875 gick med på att acceptera alla medlemmar och ligalag och att döpa om sig själv till TV Bremen-Walle 1875.

## Fotboll
Fotbollssektionen inom TuS Walle hade sin mest framgångsrika tid på 1950-talet. Efter två uppflyttningar i rad nådde laget delstatsligan 1955, som då var den högsta amatörligan i Bremen. Klubbens mest berömda fotbollsspelare Arnold Schütz flyttade sedan till Werder Bremen, med vilken han blev tysk mästare 1965. Walle stannade i delstatsligan i tre år.

## Handbollssektionen
Handbollen i Walle tog fart från 1987 och framåt, då den lokala finansmäklaren Volker Brüggemann – far till Diana Brüggemann, som spelade i klubben som mittsexa – blev aktiv som huvudsponsor.Mottot för satsningen var Från Nordsjöligan till Europacupen.  
Toppspelare värvades till hansestaden från hela Europa, och sportsliga framgångar kom mycket snabbt. 1991 vann laget tyska mästerskapet i handboll för första gången. Ytterligare fyra mästerskapstitlar skulle följa. Wallers framgångar sades ha en indirekt förstärka hela den tyska damhandbollen. Brüggemann upphörde med sitt ekonomiska stöd i slutet av juni 1992. Efter det följde en period av framgångar för klubben trots ekonomiska problem. Klubben leddes av CDU-politikern Jens Eckhoff från 199 till 1996. Klubbens framgångar upphörde sedan  från 1997 och framåt. 1998 avregistrerades laget från spel i handboll. Efter en nystart i klubben 2002 i distriktsklass B nådde klubben flera uppflyttningar till delstatsligan, men klubben kunde inte hålla sig kvar på hög nivå.

## Meriter
- Vinnare av tyska mästerskapet fem gånger 1991, 1992, 1994, 1995 och 1996
- Vinnare av tyska cupen1993, 1994, 1995
- Vinnare av cupvinnarcupen i handboll 1994

### Bundesliga handboll efter att klubben gått upp i andra Bundesligan 1989
| Säsong    | Serie           | Placering | Spelade | Vunna | Oavgjorda | Förlorade | Mål gjorda/insläppta | Målskillnad | Poäng |
| --------- | --------------- | --------- | ------- | ----- | --------- | --------- | -------------------- | ----------- | ----- |
| 1989/1990 | 2. BL Nord      | 1         | 22      | 22    | 0         | 0         | 559:328              | +231        | 44:0  |
| 1990/91   | Bundesliga      | 1         | 22      | 20    | 1         | 1         | 517:445              | +73         | 41:3  |
| 1991/1992 | Bundesliga Nord | 1         | 20      | 18    | 1         | 1         | 560:298              | +262        | 37:3  |
| 1992/1993 | Bundesliga      | 2         | 24      | 21    | 0         | 3         | 523:401              | +122        | 42:6  |
| 1993/1994 | Bundesliga      | 1         | 26      | 24    | 1         | 1         | 651:502              | +149        | 49:3  |
| 1994/1995 | Bundesliga      | 1         | 26      | 24    | 0         | 2         | 718:530              | +188        | 48:4  |
| 1995/1996 | Bundesliga      | 1         | 26      | 25    | 0         | 1         | 783:572              | +211        | 50:2  |
| 1996/1997 | Bundesliga      | 4         | 22      | 11    | 4         | 7         | 531:487              | +44         | 26:18 |
| 1997/98   | Bundesliga      | 10        | 22      | 4     | 3         | 15        | 492:549              | −57         | 11:33 |

## Tidigare spelare
- Anja Andersen (1993–1996)
- Michaela Erler(1993–1995)
- Silke Gnad (1990–1996)
- Christine Lindemann (1990–1996)
- Dagmar Stelberg (1988–1998)
- Cordula David (1990–?)